# アランフエス
アランフエス（Aranjuez）は、スペイン・マドリード州南部に位置するムニシピオ（基礎自治体）。タホ川に沿って広がり、ハラマ川との合流点がある。首都マドリードから南に48km。
スペイン王室の宮殿と庭園が有名で、世界遺産に登録されている。また、ホアキン・ロドリーゴの楽曲アランフエス協奏曲でもその名を知られる。

## 歴史
アランフエスの地名はバスク語由来という説がある。言語学者のラファエル・ラペサはバスク語の「アランツァ」（サンザシ）という説を示しているが、「アラン」（谷または同音異義のプラム）かもしれない。アラビア語の「イブン・アランケジュ」（クルミの生える所）という説やラテン語の「アラ・ヨウィス」（ジュピター神殿）という説も唱えられている。7世紀の文献には「アラウス」や「アランス」という名前で現れ、「アランスエケ」などと呼ばれた後に、15世紀に「アランフエス」に落ち着いた。
1085年にアルフォンソ6世がトレドを征服した後も、アランフエスはカスティーリャ王国とイスラム諸国の間で争奪が行われた。1178年に最終的に征服され、アランフエスはサンティアゴ騎士団に与えられた。15世紀末、カトリック両王によって王室の土地とされた。1561年、フェリペ2世の命により宮殿の建築が始まった。18世紀のフェルナンド6世によってアランフエスが生まれたが、当時に住んでいたのは宮廷関係者だけであった。
1808年、宰相マヌエル・デ・ゴドイの支配に対してアランフエス暴動が発生した。これによってゴドイが失脚、カルロス4世が退位し、フェルナンド7世が即位するが、ナポレオンの介入によってジョゼフ・ボナパルトがスペイン王となった。
1851年、スペインで2番目となる鉄道（イチゴ列車と呼ばれる）がマドリード＝アランフエス間に開通し、マドリードの近郊都市として産業が発展した。

## 人口
| アランフエスの人口推移 1900－2010                       |
|                                                         |
| 出典:INE（スペイン国立統計局）1900年 - 1991年、1996年 - |

## 政治
自治体首長はマドリード国民党（Partido Popular de la Comunidad de Madrid）のマリア・ホセーファ・マルティネス・デ・ラ・フエンテ（María José Martínez de la Fuente）で、自治体評議員はマドリード国民党：14、マドリード社会党（Partido Socialista de Madrid）：8、アランフエスのための独立市民グループ（Agrupación Ciudadana Independiente Para Aranjuez、ACIPA、ローカル政党）：2、統一左翼＝緑の党（Izquierda Unida-Los Verdes、IU-LV、統一左翼の州支部政党連合マドリード統一左翼と緑の党＝緑グループとヒラ・マドリード＝緑の党の連合体）：1となっている（2011年5月22日の自治体選挙結果、得票順）。
| 1999年6月13日自治体選挙 |        |        |          |
| 政党                    | 得票数 | 得票率 | 獲得議席 |
| PP                      | 10,289 | 47.93% | 11       |
| PSOE                    | 8,008  | 37.30% | 8        |
| IU                      | 2,123  | 9.89%  | 2        |
| MS-A                    | 356    | 1.66%  | 0        |
| PH                      | 86     | 0.40%  | 0        |

| 2003年5月25日自治体選挙 |        |        |          |
| 政党                    | 得票数 | 得票率 | 獲得議席 |
| PSOE                    | 10,392 | 43.16% | 10       |
| PP                      | 9,602  | 39.88% | 9        |
| IU                      | 1,855  | 7.70%  | 1        |
| ACIPA                   | 1,427  | 5.93%  | 1        |
| ARI                     | 311    | 1.29%  | 0        |

| 2007年5月27日自治体選挙 |        |        |          |
| 政党                    | 得票数 | 得票率 | 獲得議席 |
| PSOE                    | 10,474 | 44.10% | 11       |
| PP                      | 9,012  | 37.95% | 9        |
| ACIPA                   | 1,651  | 6.95%  | 1        |
| CCPA                    | 996    | 4.19%  | 0        |
| IU                      | 966    | 4.07%  | 0        |
| LVDE                    | 184    | 0.77%  | 0        |

| 2011年5月22日自治体選挙 |        |        |          |
| 政党                    | 得票数 | 得票率 | 獲得議席 |
| PP                      | 11,833 | 46.21% | 14       |
| PSOE                    | 6,833  | 26.69% | 8        |
| ACIPA                   | 2,126  | 8.30%  | 2        |
| IU-LV                   | 1,685  | 6.58%  | 1        |
| CCPA                    | 1,037  | 4.05%  | 0        |
| PRPA                    | 786    | 3.07%  | 0        |
| UPyD                    | 742    | 2.90%  | 0        |

### 司法行政
アランフエスはアランフエス司法管轄区に属し、同管轄区の中心自治体である。

## 王宮と庭園
アランフエスの王宮は、16世紀にフェリペ2世の命で建設が始められたものである。設計は、エル・エスコリアルと同じくフアン・バウティスタ・デ・トレドとフアン・デ・エレラによる。18世紀のフェルナンド6世の治世に完成し、カルロス3世によって拡張された。
王宮からタホ川に沿って広がる庭園（es）は、森や庭からなり、多くの泉や像で飾られている。王宮正面の「パルテレ庭園」、タホ川と人工の川に囲まれた「島の庭園」、タホ川に沿って延びる150haの「王子の庭園」などからなる。かつては王室の農業試験場でもあり、スペイン黄金時代に世界から集めた植物が栽培されていた。

### 世界遺産
2001年、王宮と庭園を含む風景は「アランフエスの文化的景観」としてユネスコの世界遺産（文化遺産）に登録された。自然と人工物からなる景観が何百年も維持され発展してきたことが評価された。この世界遺産は世界遺産登録基準のうち、以下の条件を満たし、登録された（以下の基準は世界遺産センター公表の登録基準からの翻訳、引用である）。
- (2) ある期間を通じてまたはある文化圏において、建築、技術、記念碑的芸術、都市計画、景観デザインの発展に関し、人類の価値の重要な交流を示すもの。
- (4) 人類の歴史上重要な時代を例証する建築様式、建築物群、技術の集積または景観の優れた例。

### ギャラリー

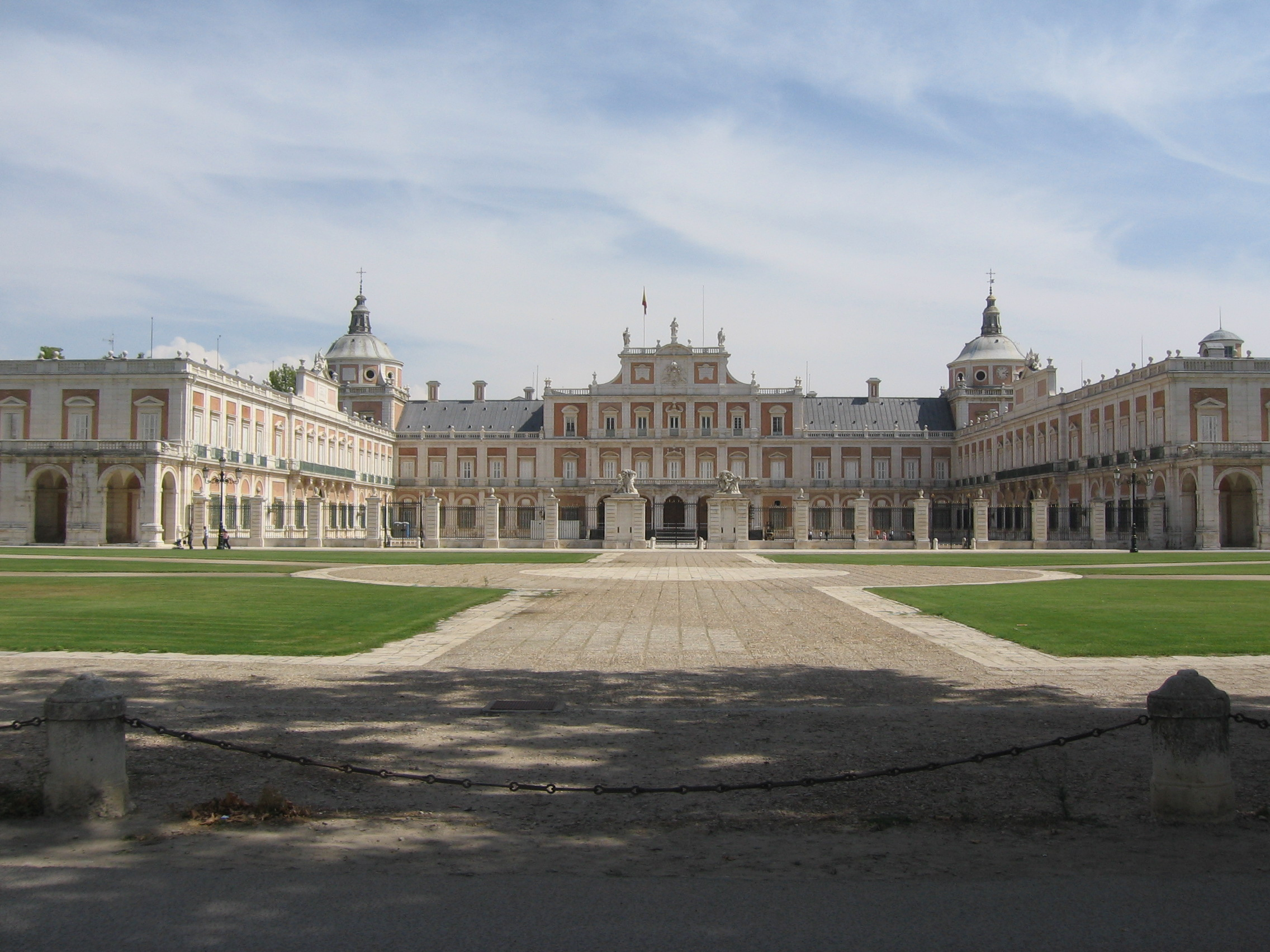
王宮正面
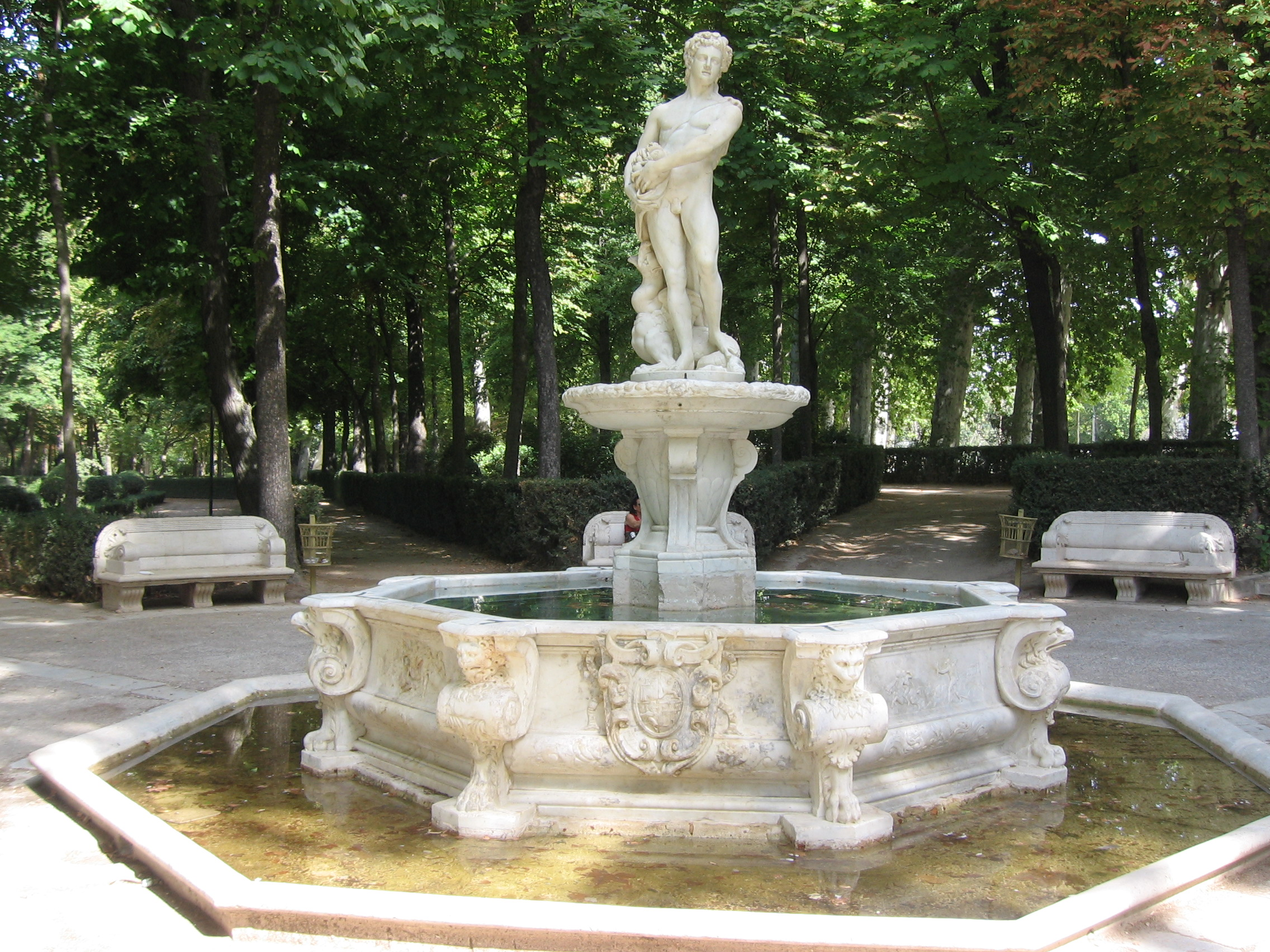
アポロンの泉（島の庭園）
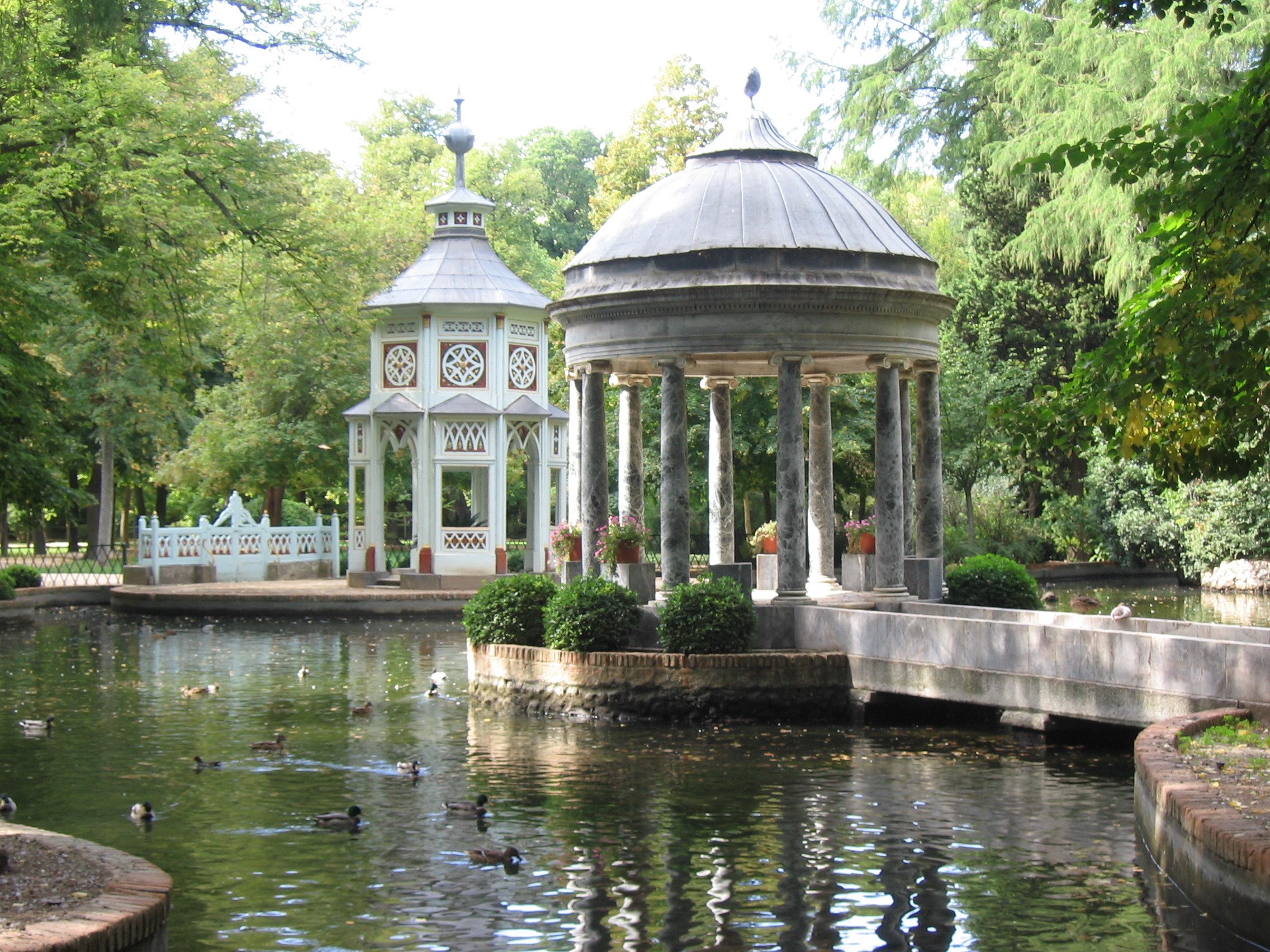
中国風のあずまや（王子の庭園）
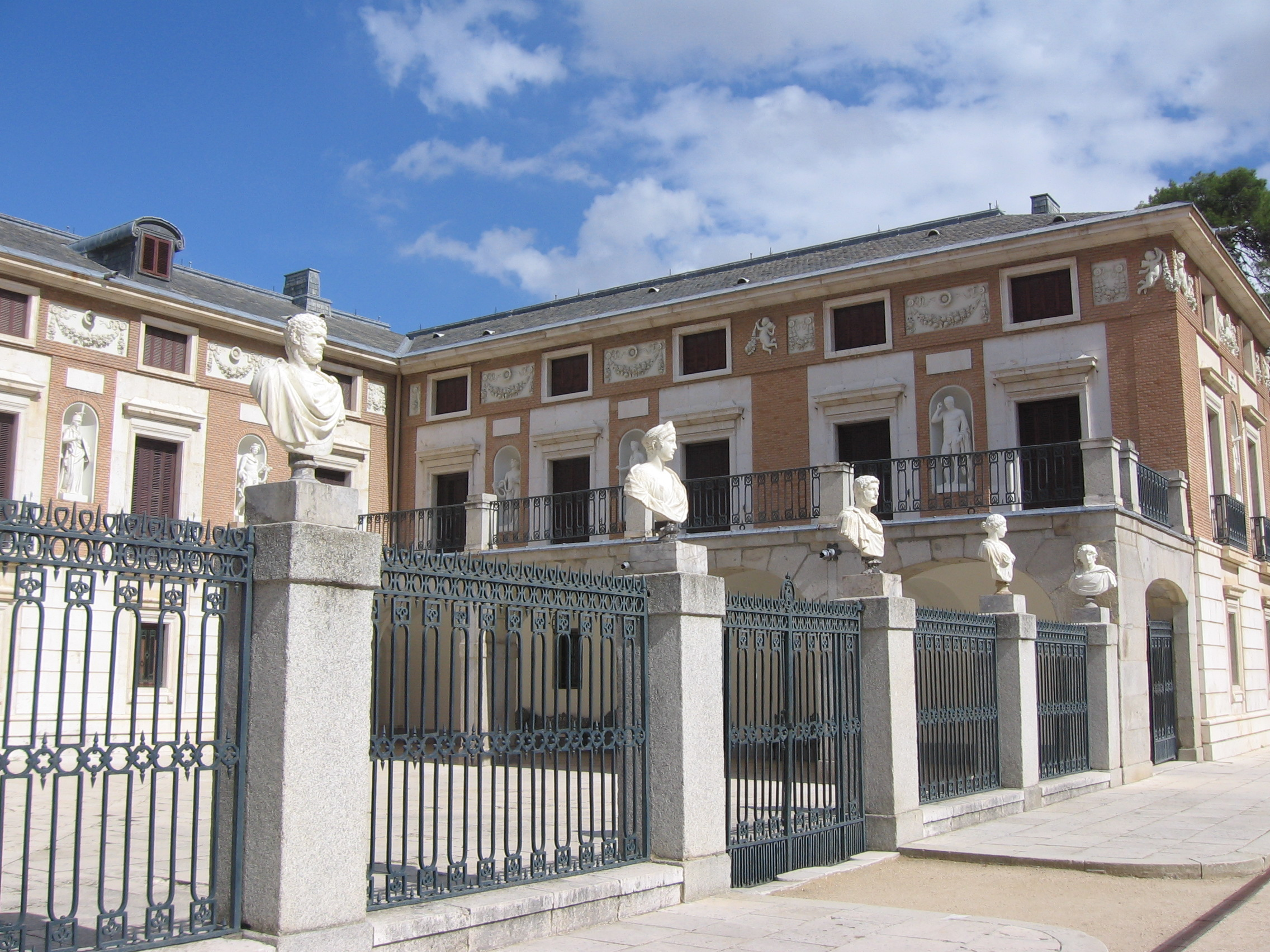
農夫の家（離宮）
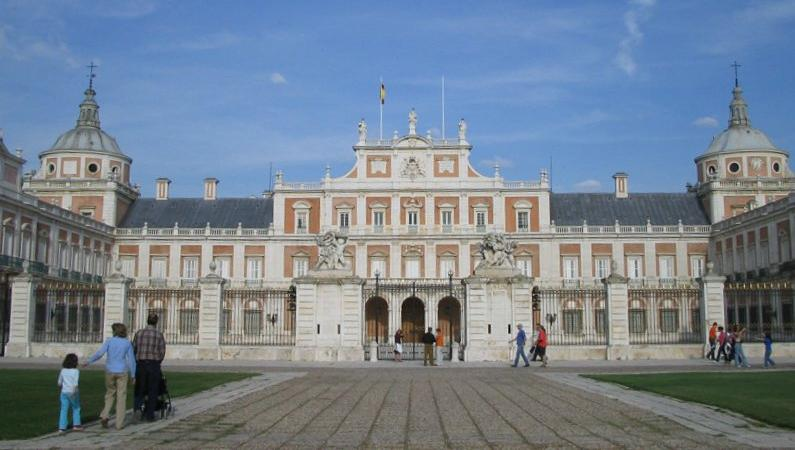
王宮

## 交通

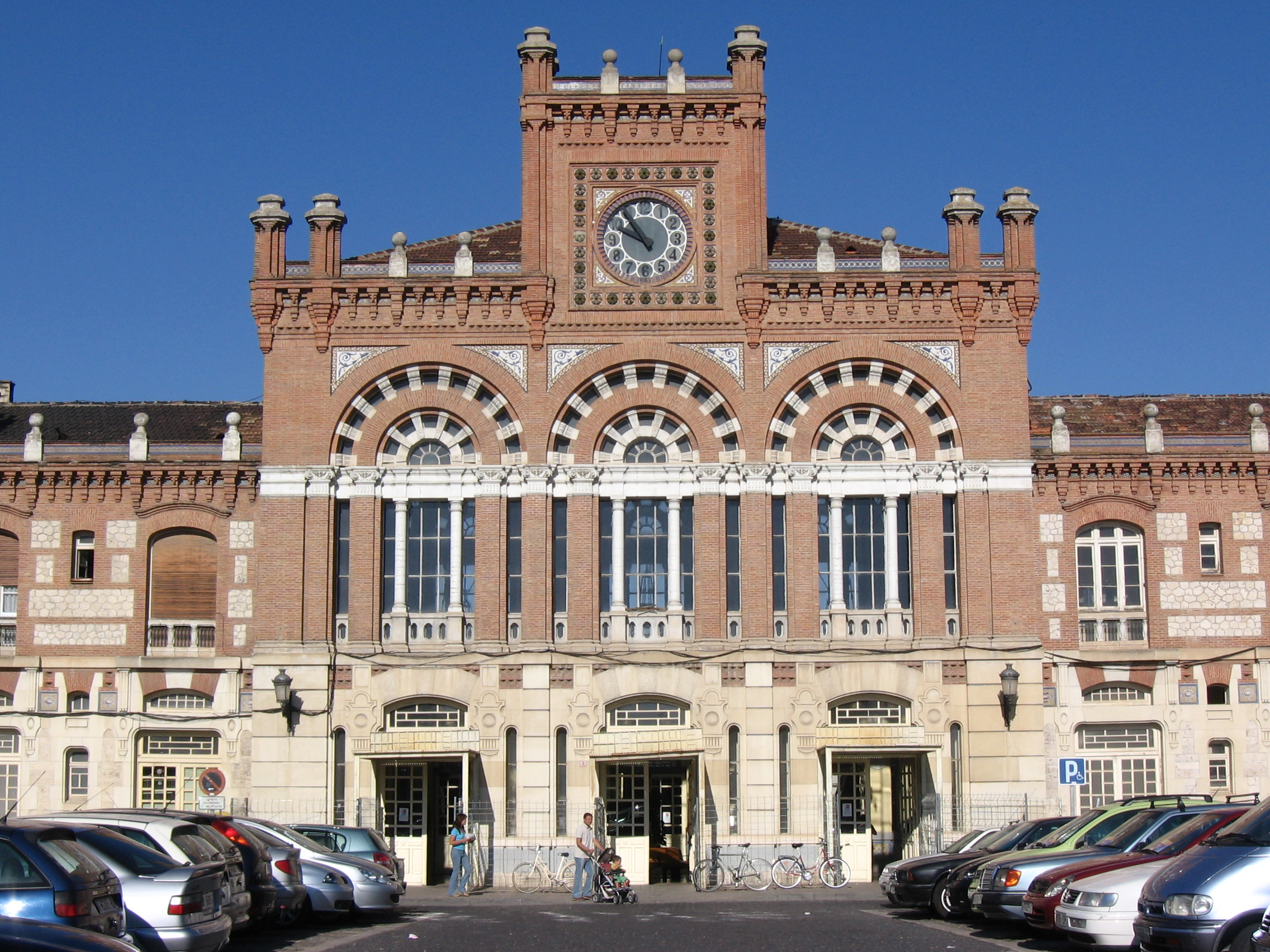
駅

鉄道では、マドリードのアトーチャ駅から近郊路線C-3で45分。朝と夕方は10-20分おき、昼と夜は30分おきに電車がある。4月から10月まで、マドリードから観光用に19世紀の蒸気機関車「イチゴ列車」（es:Tren de la Fresa）が走っている。
マドリードとカディスを結ぶ高速道路A-4が通っている。

## 姉妹都市
- エシハ、スペイン
- ル・ペック、フランス